# Ивар (имя)
Ивар (швед. Ivar) — мужское имя древнескандинавского (норвежского) происхождения, первая часть (префикс) iwa имеет значение «тис» или «боевой лук», окончание происходит от harja, означающее «воин» или arr — «копьё».
Ивар также может быть сокращённой формой имени Ингвар.
Имя было популярным в начале 1900-х годов и позже — в начале 2000-х годов. На 31 декабря 2005 года насчитывалось 20935 человек с таким именем, из них в Швеции — 3093. Распространено также в Норвегии, Эстонии; в Исландии и Латвии — Ивар. Финская форма — Иивари.
Именины 31 января.

## Известные носители
- Ивар Широкие Объятья — легендарный конунг VII века, правивший Сконе, из династии Скьёльдунгов.
- Ивар Бескостный — легендарный вождь датских викингов, сын Рагнара Лодброка.